# Лутка са насловне стране
Лутка са насловне стране / Он и његов BMW је прва сингл плоча Рибље чорбе. Објављена је 12. децембра 1978. у издању ПГП РТБ.
Ова пјесма, хард рок балада о моделу гладном славе написана је у вријеме када је Борисав Ђорђевић, вођа Рибље чорбе још био члан групе Сунцокрет. Пјесма је довела до сукоба између Ђорђевића и осталих чланова, што је довело до тога да напусти овај састав и придружи се Раном мразу. Након три мјесеца напушта овај бенд и са члановима групе СОС формира Рибљу чорбу, са којом је објавио Лутку са насловне стране као њихову прву сингл плочу. На снимању, клавир је свирао џез музичар Стјепко Гут.
Године 2006. Б92 ју је уврстио на 12. мјесто на листи 100 најбољих домаћих песама.